# Baccharis asperula
Baccharis asperula là một loài thực vật có hoa trong họ Cúc. Loài này được S.Schauer mô tả khoa học đầu tiên năm 1847.